# 自治主义马克思主义
自治主义马克思主义，又称自治主义，也译自主主义、自主论马克思主义，是一种反资本主义的左翼政治和社会运动及理论。作为一种理论体系，它最早在意大利于1960年代从工人主义中出现。后来，受情境主义影响、20世纪70年代意大利极左翼运动的失败以及安东尼奥·奈格里等一批重要理论家的影响，自治主义的后马克思主义和无政府主义的倾向得到增强。奈格里和马里奥·特隆蒂、保罗·维尔诺、弗兰科·“比弗”·贝拉尔迪等人都对1969年工人力量的建立做出了贡献。
希腊裔美国历史学家和社会理论家乔治·卡西亚菲卡斯总结自治运动的形式时说：“与现代制度的集中决策和等级制威权制度相比，自治社会运动让人们直接参与影响他们日常生活的决策，寻求扩大民主，帮助个人摆脱从外部强加的政治结构和行为模式”。这涉及到在革命的视角下呼吁社会运动独立于政党，尝试为专制/国有社会主义和当代代议制民主创造一个实际的政治替代选项。
自治主义影响了德国和荷兰的自治主义者、全世界的社区中心运动，在今天的意大利、法国以及较小程度上在英语国家都有影响。现在那些自称是自治主义者的人，其意识形态分布在从马克思主义到无政府主义不等。

## 词源
“autonomia”或“Autonome”一词是由两个希腊词组成的（αὐτο-、，“自己”； ，“法律”）, 因此结合起来就可以理解为“制定自己法律的人”。这种意义上的自治不是独立。独立指的是一种脱离共同体的自给自足的生活，而自治指的是在社会中生活，但由自己统治。虽然自治（autonomism）的概念对古希腊人来说是陌生的，但亚里士多德间接认可了这一概念，他说只有野兽或神明才能独立，才能脱离城邦（“社区”）生活。而康德则以思想的自主性和著名的“要敢于认识”来定义启蒙运动。

## 理论
与其他形式的马克思主义不同，自治主义马克思主义强调工人阶级有能力在独立于国家、工会或政党的情况下，强迫地改变资本主义制度的组织。与其他马克思主义者相比，自治主义者不太关注政党的政治组织，而是关注传统组织结构之外的自我组织行动。因此，自治主义马克思主义是一种“自下而上”的理论：它提醒人们注意那些自治主义者认为是工人阶级对资本主义的日常抵抗的活动上，如旷工、怠工、工作场所的社会化、破坏行动与其他颠覆性活动。
与其他马克思主义者一样，自治主义者认为阶级斗争是最重要的。然而，与其他马克思主义者相比，自治主义者对工人阶级有一个更广泛的定义：除了工资工人（包括白领和蓝领），自治主义者还将无工资收入者（学生、失业者、家庭主妇等）纳入了这一范畴，这些人在传统上被剥夺了任何形式的工会代表。早期的理论家如马里奥·特隆蒂（Mario Tronti）、安东尼奥·奈格里、塞尔吉奥·博洛尼亚（Sergio Bologna）和保罗·维尔诺提出了“非物质性”和“社会劳动”的概念，将马克思主义的劳动概念扩展到了全体社会。他们提出，现代社会的财富是由不可估量的集体劳动产生的，其中只有一小部分是以工资的形式重新分配给工人的。其他意大利自治主义者，特别是女权主义者，如玛利亚罗莎·达拉·科斯特（Mariarosa Dalla Costa）和西尔维娅·费德里奇（Silvia Federici），强调了女权主义的重要性和女性无报酬的劳动对资本主义社会的价值。该运动的学者Micheal Ryan写道：
自治（autonomy），作为一个运动和理论，反对那种认为资本主义是一个非理性的系统，可以通过规划使之合理化的概念。相反，它采用工人的观点，把他们的活动作为革命过渡期的杠杆，认为只有这样才能建立一个共产主义社会。经济学被视为是纯粹政治性的；经济关系是阶级主体之间的直接的政治力量关系。而拥有政治变革主动权的不是政党等异化了的政治形式，而是社会工人的经济范畴。

## 各国情况

### 法国
在法国，由哲学家柯奈留斯·卡斯托里亚蒂斯领导的马克思主义团体，“社会主义还是野蛮”可以说是最早的自治团体之一。此团体借鉴了美国的约翰逊-福雷斯特倾向（由C·L·R·詹姆斯和拉雅·杜娜叶夫斯卡娅领导）在美国汽车厂内的积极研究，并对普通工人的斗争进行了自己的调查，这些斗争是独立于工会或政党领导的。与约翰逊-福雷斯特倾向的工作平行，“社会主义还是野蛮”严厉批评了苏联的共产主义政权，他们认为这是一种“官僚资本主义”的形式，根本不是苏联所声称的社会主义。哲学家让-弗朗索瓦·利奥塔也曾是这个运动的一员。然而，意大利工人主义运动对法国的影响更直接地体现在法国经济学家扬·穆里耶·布唐（Yann Moulier-Boutang）创建的评论刊物《用于干预的材料》（Matériaux pour l'intervention，1972-73），他与托尼·奈格里关系密切。这又导致了Camarades小组的成立（1974-78），他们出版了同名杂志。穆里耶·布唐和其他人一起，加入了三年前由菲利克斯·伽塔里创立的“自由新空间倡导中心”（Centre d'initiatives pour de nouveaux espaces de liberté，CINEL），并协助被国家指控为恐怖主义的意大利活动家，其中至少有300人逃到了法国。
法国自治主义运动在“巴黎自治团体大会”（Assemblée Parisienne des Groupes Autonomes，APGA；1977-1978）中组织了起来。运动中有许多倾向，包括穆里耶·布唐领导的Camarades团体、“自由共产主义组织”（Organisation communiste libertaire）的一些成员、一些称自己为Bob Nadoulek的“渴望自治”者，也有占屋者和街头游荡者（包括groupe Marge）。法国自治主义者协助过被拘留的红军派前成员。让-保罗·萨特也就红军派被拘者的关押条件进行了干预。法国激进团体“直接行动”于1979年出现，并进行了几次暴力的直接行动。直接行动组织声称对雷诺公司CEO乔治·贝斯和General Audran的谋杀案负责。乔治·贝斯曾是核电公司Eurodif的CEO。“直接行动”于1987年解散。
20世纪80年代，由于国家的有效起诉，自治主义运动在意大利经历了深刻的危机，同时它在德国变得比在法国更强大。法国的自治主义运动仍然存在于巴黎的占屋运动和暴动中（例如1980年在巴黎的朱西厄校区附近，或者1982年在阿登省的反核示威中）。从1986年到1994年，法国团体Comité des mal-logés（CML）占领了法国国家社会住房管理局拥有的几座廉租公寓的空置房间，以争取改变工人（尤其是移民工人）正残酷遭受着的住房匮乏（入住廉租房的收入门槛的隐性提高，国家对部分人群获取廉租房资格的排挤）；他们有几百人，在巴黎所有自治主义团体的支持下，通过民主集会的形式作出决定（其中许多人从事过反监狱活动的工作）。20世纪80年代，法国自治主义者出版了《CAT Pages》（1981-82），《Rebelles》（1981-93），《Tout !》（1982-85），《Molotov et Confetti》（1984），《Les Fossoyeurs du Vieux Monde》、《La Chôme》（1984-85） 和《Contre》 （1987-89）等期刊。20世纪90年代，法国自治主义运动参与了由失业者领导的斗争，包括“愤怒的工人、失业者和被边缘化的人”（Travailleurs, Chômeurs, et Précaires en colère，TCP）和“朱西厄失业者大会”（l'Assemblée générale des chômeurs de Jussieu）。它还参与了另类全球化运动，尤其是声援非法外国人（“所有人都有许可证”（Collective Des Papiers pour tous，1996）和“反驱逐集体”（Collectif Anti-Expulsion，1998-2005））。有一些自治主义的期刊就是在这个时期出版的：《Quilombo》（1988-1993）、《Apache》（1990-1998）、《Tic-Tac》（1995-1997）、《Karoshi》（1998-1999），以及《Tiqqun》（1999-2001）。
2002年7月19日至28日，在斯特拉斯堡成立了一个无边界营地，以抗议反移民政策，特别是欧洲申根公约国家的移民政策。2003年，自治主义者与法国社会党在圣但尼（巴黎）的欧洲社会论坛举行的一次示威中发生了冲突。12月底，数百名失业者强行拿走了乐蓬马歇超市内的东西，以庆祝圣诞节（这一行动在法语中称为（对价格的）自动缩减）。法国防暴警察（CRS）在店内对失业者进行了人身攻击。在2006年春季反对《首次雇用契约法》（CPE）的抗议活动中，自治主义团体发起了暴动；在2007年总统选举尼古拉·萨科齐当选后又发生了暴动。2008年11月11日，法国警方逮捕了10人，其中5人住在俯瞰塔尔纳克的一座山上的农舍，并指控他们破坏法国高速列车（TGV）的架空线路，与“恐怖主义事业”有关联。10人中有9人被释放，只有被巴黎检察官办公室指控为“指挥恐怖组织”的领导人Julien Coupat被关押了大约一年。

### 德国
在西德，自治主义者在1970年代末被用来描述政治左派中最激进的那部分人。这些人几乎参加了当时社会运动的所有行动，特别是反对核电站的示威（布罗克多夫 1981、瓦克斯多夫 1986）和反对修建机场跑道的行动（法兰克福 1976-1986）。保护占屋者不受警察侵犯，如汉堡Hafenstraße的占屋运动，也是自治运动的一项重要“任务”。在荷兰，无政府主义的自治主义运动从1960年代开始也集中在占屋上。
自治主义者的战术通常是武装的，包括建造路障或向警察投掷石头或燃烧瓶。在80年代初他们最强大的时候，让警察至少有一次不得不逃跑。由于他们的装备（厚重的黑色衣服、滑雪面罩、头盔），自治主义者被德国媒体称为“黑群”（der schwarze Block），而他们在这些方面的战术与现代的黑色区块相仿。1989年，德国修改了有关示威的法律，禁止使用所谓的“被动武器”，如头盔、衬垫或面罩。今天，德国自治主义者的活动领域大大减少，主要集中在反法西斯行动、生态主义、声援难民及女性主义中。有更大和更激进的团体仍在运作，如在瑞士或意大利。

### 意大利

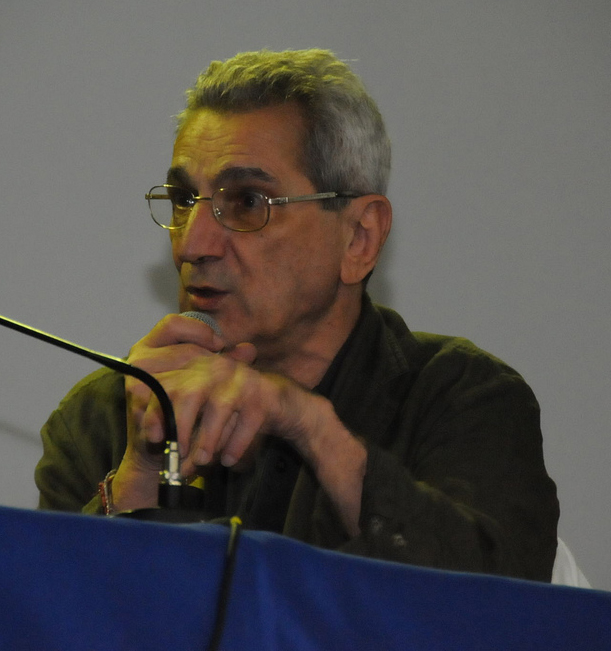
安东尼奥·奈格里，意大利自治主义的主要理论家

自治主义马克思主义——在意大利被称为工人主义——最早出现在60年代早期的意大利。可以说，早期自治主义的出现可以追溯到都灵的汽车工人对他们工会的不满，工会与FIAT达成了协议。这些工人对他们有组织的代表的失望，以及由此产生的骚乱（特别是1962年FIAT工人在都灵的暴动，“法律广场事件”（意大利语：""）），是在工会等传统代表的范围之外发展一种自我组织劳工代表的理论的关键因素。
1969年，工人主义的方法主要活跃在两个不同的团体中。由阿德里亚诺·索弗里（Adriano Sofri）领导的持续斗争，和由安东尼奥·奈格里、佛朗哥·皮帕尔诺（Franco Piperno）、奥雷斯特·斯卡尔佐内（Oreste Scalzone）和瓦莱里奥·莫鲁奇（Valerio Morucci）领导的工人力量。马里奥·卡潘纳（Mario Capanna）是米兰学生运动的魅力领袖，该运动有一个更经典的马克思列宁主义方法。

#### 影响
通过达尼洛·蒙塔尔迪和其他人提供的翻译，意大利自治主义者借鉴了在美国的约翰逊-福雷斯特倾向和法国的“社会主义还是野蛮”以前的活动研究。约翰逊-福雷斯特倾向研究了美国汽车工业的工人生活和斗争，出版了《美国工人》（The American Worker，1947）、《Punching Out》（1952）、《工会委员和野猫罢工》（Union Committeemen and Wildcat Strikes，1955）等小册子。这些作品被“社会主义还是野蛮”翻译成法语，并在他们的杂志上连载。他们也开始调查和撰写工作场所内发生的事情，在他们看来，是在汽车工厂和保险办公室内。
1961年至1965年出版的《红色笔记》（Quaderni Rossi）杂志和1963年至1966年出版的其后续刊物《工人阶级》（Classe Operaia），也对早期自治主义的发展产生了影响。拉涅罗·潘齐耶里（Raniero Panzieri）、马里奥·特隆蒂和托尼·奈格里是一些主要合作者。地下电台也是传播自治主义思想的一个因素。博洛尼亚的爱丽丝电台（Radio Alice）就是这样一个电台的例子。

#### 直接行动

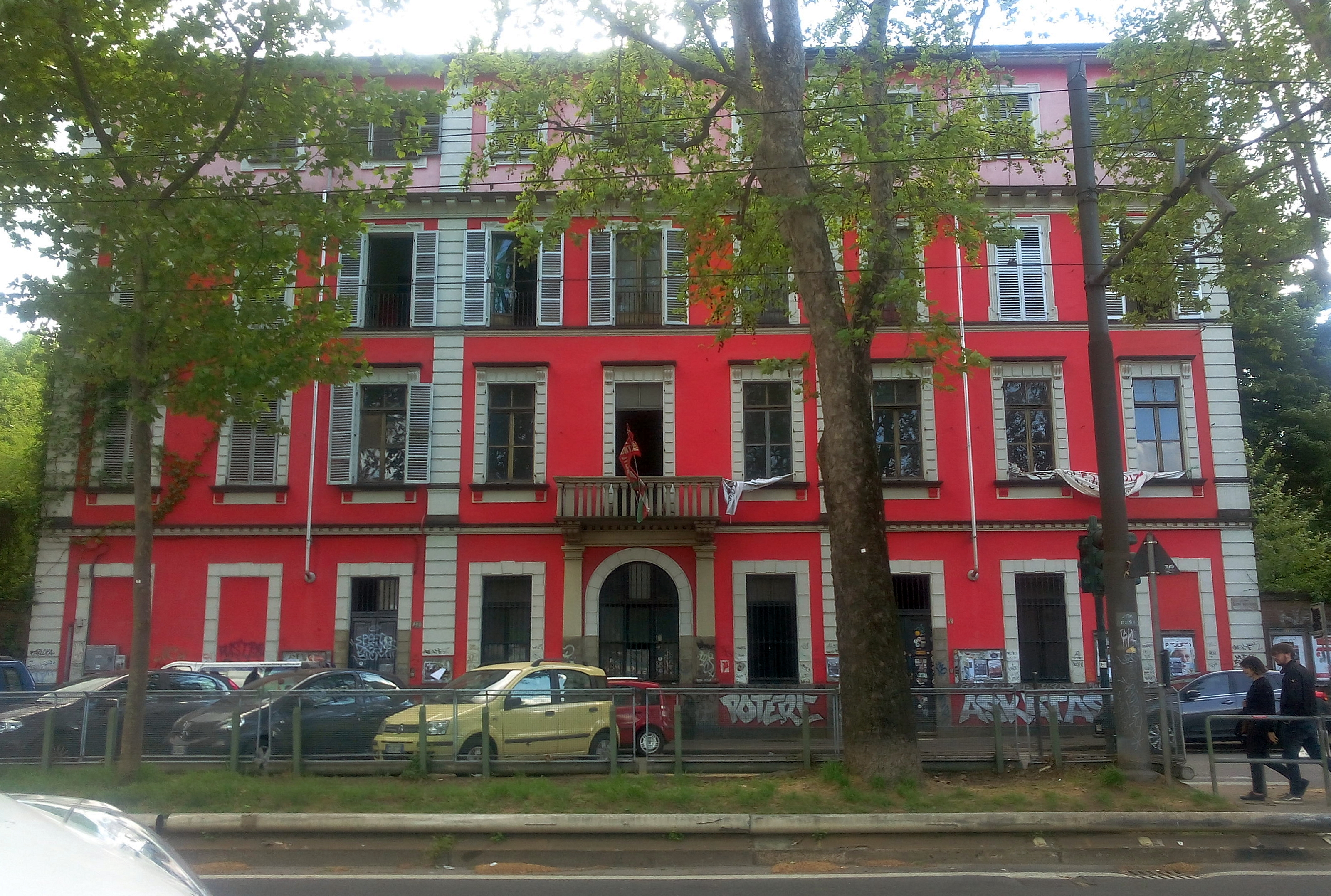
2016年，都灵Askatasuna自治社会中心

意大利的学生运动，包括大都会印第安人，从1966年罗马大学学生保罗·罗西（Paolo Rossi）被新法西斯分子谋杀开始，参与了各种直接行动，包括暴动和占领，以及更多的手段和平的活动，如削减自我开支，在其中个人拒绝支付公共交通、电力、天然气、租金和食品等服务和商品。在1967-1968年冬季的占领大学期间，在占领菲亚特工厂期间，以及1968年3月在罗马的茱莉亚山谷之战，学生和警察之间发生了几次冲突。
在1976年和1977年，即所谓的“铅色年代”，大都会印第安人是活跃在意大利极左翼抗议运动中的一个小派别。大都会印第安人是运动中所谓“有创造性”的一个派别。它的追随者脸上涂着像美国原住民的战争颜料，穿着像嬉皮士。他们强调的是“待在一起”、自发性和艺术，特别是音乐。在1977年占领罗马大学期间，该组织在非常活跃。
1977年3月11日，在博洛尼亚发生了学生弗朗西斯科·洛鲁索（Francesco Lorusso）被警察杀害后的暴动。从1979年开始，国家有效地起诉了自治运动，指责其保护红色旅，后者曾绑架并谋杀了阿尔多·莫罗。12,000名极左翼活动家被逮捕；600人逃离该国，其中300人逃往法国，200人逃往南美。

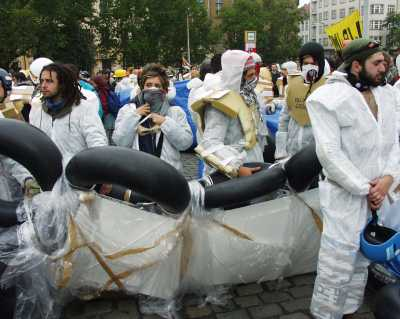
意大利激进社会运动Tute Bianche的成员

Tute Bianche是一个激进的意大利社会运动，从1994年到2001年都很活跃。为了抵抗警察的打击、突破警戒线以及在示威活动中相互保护，活动人士在身上裹上了衬垫（padding）。具有讽刺意味的是，在一次集体决定不穿白色工装后，2001年7月，Tute Bianche运动在热那亚的反八国集团峰会的抗议活动中达到了顶峰，在一个“垫片区”（padding block）中估计有一万名抗议者。热那亚之后不久，Ya Basta协会解散了，其中一些组织重组为“Disobbedienti”，字面意思就是“不服从者”。这一理念包括占领和创建占屋式的自我管理的社会中心、反性别主义活动、支持移民权利、支持寻求政治庇护的难民，以及在街头举行的示威活动中以大队形式行走的过程，在与警察发生冲突的情况下必要时使用武力。
Tute Bianche运动的核心是意大利的Ya Basta协会，这是一个遍布意大利的团体网络，受到1994年墨西哥恰帕斯的萨帕塔民族解放军（EZLN）起义启发。Ya Basta主要起源于米兰的自治主义社会中心，特别是米兰的莱翁卡瓦洛社会中心。这些社会中心是从1970和80年代的意大利自治运动中发展起来的。Tute Bianche运动在国际上有这样或那样的变化。例如，在英国，一个自称为WOMBLES的团体采用了这种策略，尽管WOMBLES的政治方向与意大利的运动不同。在西班牙，“Mono Blanco”是第一个标志。Tute Bianche在北美的第一个变体，NYC Ya Basta Collective（位于纽约市）穿著黄色的工作服，而非白色。

## 影响
自治主义马克思主义运动和德国的自治主义运动鼓舞了英语国家的一些革命左派，尤其是无政府主义者，他们中的许多人采用了自治主义的策略。意大利的工人主义运动也影响了马克思主义学者，如哈里·克利弗、约翰·霍洛威、史蒂夫·赖特和尼克·戴尔·威瑟福德。在丹麦和瑞典，这个词被用来泛指无政府主义者和议会外左派，正如2007年3月哥本哈根的媒体报道“青年之家”的占屋者被驱逐中所示的那样。

### 思想家
- 弗兰科·“比弗”·贝拉尔迪（英语：Franco “Bifo” Berardi）
- 乔治·卡芬特齐斯（英语：George Caffentzis）
- 哈里·克利弗（英语：Harry Cleaver）
- 西尔维娅·费德里奇
- 迈克尔·哈特
- 约翰·霍洛威（英语：John Holloway）
- 安东尼奥·奈格里
- 马里奥·特隆蒂
- 保罗·维尔诺
- 尼克·戴尔·威瑟福德（英语：Nick Dyer-Witheford）
- 毛里齐奥·拉扎拉托（英语：Maurizio Lazzarato）

### 运动和组织
- 棚户区居民运动（英语：Abahlali baseMjondolo），南非的居民运动
- 闪电战大厦（英语：Blitz House），位于挪威
- Disobbedienti（前Tute Bianche（英语：Tute Bianche））
- 失地农民工运动（MTST）
- Kämpa tillsammans!，马尔默和哥德堡的一个共产主义团体
- London Autonomists
- C计划，一个受自治主义启发的英国反威权共产主义团体。
- 瑞典安那其工团主义青年联合会（SUF）
- 青年宫（英语：Ungdomshuset），丹麦自治主义占屋运动
- 萨帕塔民族解放军

### 出版物
- 《扬弃》（Aufheben） （页面存档备份，存于）
- Collegamenti-Wobbly
- 《诸众》杂志
- 《ROAR》杂志

## 传记
- （法語） L’Autonomie. Le mouvement autonome en France et en Italie, éditions Spartacus 1978
- （法語） Autonomes, Jan Bucquoy and Jacques Santi, ANSALDI 1985
- （法語） Action directe（英语：Action directe）. Du terrorisme français à l'euroterrorisme, Alain Hamon and Jean-Charles Marchand, SEUIL 1986
- （法語） Paroles Directes. Légitimité, révolte et révolution : autour d'Action Directe, Loïc Debray, Jean-Pierre Duteuil, Philippe Godard, Henri Lefebvre, Catherine Régulier, Anne Sveva, Jacques Wajnsztejn, ACRATIE 1990
- （法語） Un Traître chez les totos, Guy Dardel, ACTES SUD 1999 (novel)
- （法語） Bac + 2 + crime : l'affaire Florence Rey, Frédéric Couderc, CASTELLS 1998
- （法語） Italie 77. Le « Mouvement », les intellectuels, Fabrizio Calvi, Seuil 1977
- （義大利語） L'operaismo degli anni Sessanta. Da 'Quaderni rossi' a 'classe operaia', Giuseppe Trotta e Fabio Milana edd., Deriveapprod I 2008
- （義大利語） Una sparatoria tranquilla. Per una storia orale del '77, Ordadek 1997
- （德語） Die Autonomen, Thomas Schultze et Almut Gross, Konkret Literatur 1997
- （德語） Autonome in Bewegung, AG Grauwacke aus den ersten 23 Jahren, Association A 2003
- （英語） Katsiaficas, Georgy. . AK Press. 2006. （原始内容存档于30 September 2018）.
- （英語） Negativity and Revolution: Adorno and Political Activism London: Pluto Press, 2009 John Holloway ed. with Fernando Matamoros & Sergio Tischler ISBN 978-0-7453-2836-2
- （英語） Autonomia: Post-Political Politics （页面存档备份，存于）, ed. Sylvere Lotringer & Christian Marazzi. New York: Semiotext(e), 1980, 2007. ISBN 978-1-58435-053-8.
- （英語） Os Cangaceiros A Crime Called Freedom: The Writings of Os Cangaceiros (Volume One) （页面存档备份，存于） Eberhardt Press 2006
- （希臘語） Νοέμβρης 73. Αυτοί οι αγώνες συνεχίζονται, δεν εξαγοράζονται, δεν δικαιώθηκαν, ed. Αυτόνομη Πρωτοβουλία Πολιτών. Athens 1983.
- （希臘語） Αναμνήσεις, Άγης Στίνας, υψιλον, Αθήνα 1985
- （希臘語） Το επαναστατικό πρόβλημα σήμερα, Κορνήλιος Καστοριάδης, υψιλον, Αθήνα 2000
- (In English) The city is ours: Squatting and autonomous movements from the 1970s to the present. Ed. Bart van der Steen, Ask Katzeff, Leendert van Hoogenhuijze. PM press, 2014. ISBN 978-1604866834